# Schildwespen
Schildwespen (Braconidae) zijn een familie van parasitaire insecten die behoren tot de orde van de vliesvleugeligen (Hymenoptera). De familie omvat wereldwijd zo'n 17.000 beschreven soorten, maar de totale soortenrijkdom is geschat op ruim 40.000. De familie is onderverdeeld in ongeveer 45 onderfamilies en 1000 geslachten. Ze zijn verwant aan de gewone sluipwespen (Ichneumonidae), en behoren tot dezelfde superfamilie van de Ichneumonoidea. De familie werd vroeger ook wel Eoichneumonidae genoemd maar dat was in strijd met de regel dat een familienaam op de naam van het typegeslacht gebaseerd moet zijn: er is geen geslacht Eoichneumon. "Eoichneumonidae" betekent "vroege Ichneumonidae", als onderscheid met de verondersteld recentere Ichneumonidae.

## Kenmerken
De volwassen schildwespen hebben een roodbruin of zwart lichaam, dat zelden langer wordt dan 7 mm.

## Voortplanting
De meer dan 100 eieren worden afgezet op of in rupsen van vlinders, die door de larven geleidelijk worden opgegeten. Daarna verpoppen ze zich en vliegen later uit als een volwassen insect.

## Verspreiding en leefgebied
Deze familie komt wereldwijd voor, als parasieten op rupsen, luizen en lieveheersbeestjes.

## Gebruik bij biologische bestrijding
Veel soorten worden gekweekt en ingezet bij de biologische bestrijding van andere schadelijke insecten. De eieren worden afgezet op of in rupsen, die geleidelijk door de larven worden opgegeten.

## Onderfamilies
- Acampsohelconinae Tobias, 1987
- Adeliinae Viereck, 1918
- Agathidinae Haliday, 1833
- Alysiinae Leach, 1815
- Amicrocentrinae van Achterberg, 1979
- Aphidiinae Haliday, 1833
- Apozyginae Mason, 1978
- Betylobraconinae Tobias, 1979
- Blacinae Förster, 1862
- Brachistinae Förster, 1862
- Braconinae Nees, 1811
- Cardiochilinae Ashmead, 1900
- Cenocoeliinae Szepligeti, 1901
- Charmontinae van Achterberg, 1979
- Cheloninae Förster, 1862
- Dirrhopinae van Achterberg, 1984
- Doryctinae Förster, 1862
- Ecnomiinae van Achterberg, 1985
- Euphorinae Förster, 1862
- Exothecinae Förster, 1862
- Gnamptodontinae Fischer, 1970
- Helconinae Förster, 1862
- Homolobinae van Achterberg, 1979
- Hormiinae Förster, 1862
- Ichneutinae Förster, 1862
- Khoikhoiinae Mason, 1983
- Lysiterminae Tobias, 1968
- Macrocentrinae Förster, 1862
- Masoninae van Achterberg, 1995
- Maxfischeriinae Papp, 1994
- Mendesellinae Whitfield & Mason, 1994
- Mesostoinae van Achterberg, 1975
- Meteorideinae Tobias, 1967
- Microgastrinae Förster, 1862
- Microtypinae Szepligeti, 1908
- Miracinae Viereck, 1918
- Opiinae Blanchard, 1845
- Orgilinae Ashmead, 1900
- Pambolinae Marshall, 1885
- Protorhyssalinae Basibuyuk, Quicke & van Achterberg, 1999
- Rhysipolinae Belokobylskij, 1984
- Rhyssalinae Förster, 1862
- Rogadinae Förster, 1862
- Sigalphinae Haliday, 1833
- Trachypetinae Schulz, 1911
- Xiphozelinae van Achterberg, 1979

Tevens behoort het volgende geslacht dat niet bij een onderfamilie is ingedeeld tot de familie:
- Protorhyssalodes Perrichot, Nel & Quicke, 2009

## Geslachten
De per december 2019 geregistreerde soorten van de schildwesp behoren tot 1071 verschillende geslachten(!)

Sommige geslachten bestaan slechts uit 1 soort.

Alle geslachten die minstens 20 soorten omvatten hebben in ieder geval een eigen pagina.

De 151 geslachten met gedefinieerde pagina staan hieronder vermeld met het aantal soorten tussen haakjes.

- Acanthormius (45)
- Adelius (23)
- Adelphenaldis (24)
- Agathirsia (32)
- Agathis (dierengeslacht) Latreille, 1804 (163)
- Alabagrus (110)
- Alphomelon (20)
- Alysia (94)
- Allobracon (24)
- Allorhogas (33)
- Apanteles Förster, 1862 (1020)
- Aphaereta (43)
- Apodesmia (24)
- Archibracon (28)
- Aridelus (46)
- Ascogaster Wesmael, 1835 (165)
- Asobara (39)
- Aspicolpus (26)
- Atanycolus (64)
- Austrozele (20)
- Bassus Fabricius, 1804 (144)
- Binodoxys (72)
- Biosteres (78)
- Biroia (30)
- Bitomus (27)
- Blacus (190)
- Bracon (geslacht) Fabricius, 1804 (902)
- Calcaribracon Quicke, 1986 (11)
- Capitonius (33)
- Cardiochiles (63)
- Cenocoelius (50)
- Centistes (66)
- Ceratodoryctes Belokobylskij, Iqbal & Austin, 2004 (4)
- Clinocentrus (44)
- Coccygidium (25)
- Coelinidea (41)
- Coelinius (44)
- Coeloides (32)
- Colastes (88)
- Cosmophorus (34)
- Cotesia Cameron, 1891, 1891 (272)
- Cratocnema Szépligeti, 1914 (16)
- Cremnops (77)
- Cyanopterus (139)
- Chaenusa (37)
- Chaoilta (42)
- Chelonorhogas (29)
- Chelonus (904)
- Dacnusa (162)
- Dendrosoter (22)
- Diachasma (35)
- Diachasmimorpha (50)
- Digonogastra (258)
- Dinotrema Foerster, 1862 (388)
- Diolcogaster (78)
- Diospilus (61)
- Disophrys (92)
- Doryctes Haliday, 1836 (91)
- Doryctinus Roman, 1910 (17)
- Ecphylus (63)
- Ephedrus Haliday, 1833 (46)
- Euagathis (96)
- Euopius (41)
- Eurytenes (28)
- Exotela (34)
- Fopius (37)
- Fornicia (34)
- Glyptomorpha (38)
- Gnamptodon (53)
- Habrobracon (37)
- Hansonia Dangerfield, 1996 (2)
- Hartemita (24)
- Helcon (22)
- Hemibracon (22)
- Heratemis (29)

- Heterogamus (20)
- Heterospilus (127)
- Homolobus (55)
- Hormius (60)
- Hypomicrogaster (23)
- Ichneutes (25)
- Idiasta (50)
- Iphiaulax (320)
- Ipodoryctes (35)
- Leiophron (212)
- Leptotrema van Achterberg, 1988 (1)
- Lysiphlebus (25)
- Lytopylus (30)
- Macrocentrus Curtis, 1833 (189)
- Megalommum (49)
- Merinotus (20)
- Mesobracon (27)
- Meteorus Haliday, 1835 (317)
- Microgaster (180)
- Microplitis (179)
- Mirax (23)
- Monarea (3)
- Monoctonus Haliday, 1833 (20)
- Notiospathius (36)
- Nuessleinia Kittel, 2016 (1)
- Ontsira (27)
- Opiolastes van Achterberg & Chen, 2004 (1)
- Opius Wesmael, 1835 (1159)
- Orgilus (256)
- Orthostigma (63)
- Pambolus (43)
- Parahormius (34)
- Parapanteles (21)
- Pauesia (81)
- Perilitus Nees, 1818 (185)
- Peristenus (24)
- Phaedrotoma (192)
- Phanerotomella (71)
- Pholetesor (37)
- Physaraia (23)
- Praon Haliday, 1833 (69)
- Protapanteles (184)
- Pseudognaptodon (27)
- Pseudovipio (24)
- Psyttalia (77)
- Pygostolus Haliday, 1833 (9)
- Rhaconotus (125)
- Rhysipolis (25)
- Rogas (105)
- Schizoprymnus (133)
- Schlettereriella (20)
- Schoenlandella (54)
- Sesioctonus (32)
- Shelfordia (43)
- Spathius Nees, 1818 (391)
- Spinaria (25)
- Stantonia (74)
- Streblocera Westwood, 1833 (99)
- Synaldis (84)
- Syntretus (63)
- Tanycarpa (20)
- Therophilus (67)
- Toxares Haliday, 1840 (4)
- Toxoneuron (20)
- Triaspis (123)
- Trioxys Haliday, 1833 (80)
- Urosigalphus (86)
- Utetes (162)
- Vipio (86)
- Wilkinsonellus Mason, 1981 (15)
- Xynobius (101)
- Yelicones (126)
- Zaglyptogastra (40)
- Zelodia (26)
- Zelomorpha (24)
- Zombrus (42)